# Gilbert Bukenya
 (janvier 2025).
Si vous disposez d'ouvrages ou d'articles de référence ou si vous connaissez des sites web de qualité traitant du thème abordé ici, merci de compléter l'article en donnant les références utiles à sa vérifiabilité et en les liant à la section « Notes et références ».
Gilbert Bukenya, né le 8 mai 1949, est un homme politique ougandais, vice-président de la république d'Ouganda du 23 mai 2003 au 24 mai 2011.

## Biographie
Diplômé en médecine humaine de l’Université de Makerere dans les années 1970, il travailla comme que médecin à Mbale, à l’est du pays jusqu’en 1982, date à laquelle il partit en Papouasie-Nouvelle-Guinée. De retour en Ouganda, il enseigna la médecine à Makerere.
Bukenya s’engagea en politique en 1996 et fut élu membre du parlement pour la circonscription de Busiro nord. Il exerça la présidence du groupe parlementaire du Mouvement de résistance nationale, parti au pouvoir. Il est régulièrement intervenu comme médiateur entre le président Yoweri Museveni et d’autres leaders historiques du MRN. 
Au sein du pouvoir exécutif, Bukenya exerça la charge de ministre du Commerce et de l’Industrie avant de remplacer Specioza Kazibwe à la vice-présidence en 2003.
Il cède sa place à Edward Ssekandi le 24 mai 2011.
Il est membre de l'Académie nationale des sciences ougandaise.